# Lone Oak (Georgia)
Lone Oak è un comune degli Stati Uniti d'America, situato nello Stato della Georgia, nella Contea di Meriwether.